# Perasia succrassata
Perasia succrassata är en fjärilsart som beskrevs av Dyar 1921. Perasia succrassata ingår i släktet Perasia och familjen nattflyn. Inga underarter finns listade i Catalogue of Life.